# Sphinx demi-paon
Smerinthus ocellatus
Espèce
Le Sphinx demi-paon (Smerinthus ocellatus), est une espèce de lépidoptères de la famille des Sphingidae, sous-famille des Smerinthinae, de la tribu des Smerinthini et du genre Smerinthus.

## Description
- Envergure du mâle : 32 à 38 mm.
- Chenille verdâtre, finement piquetée de blanc, striée latéralement de lignes claires.

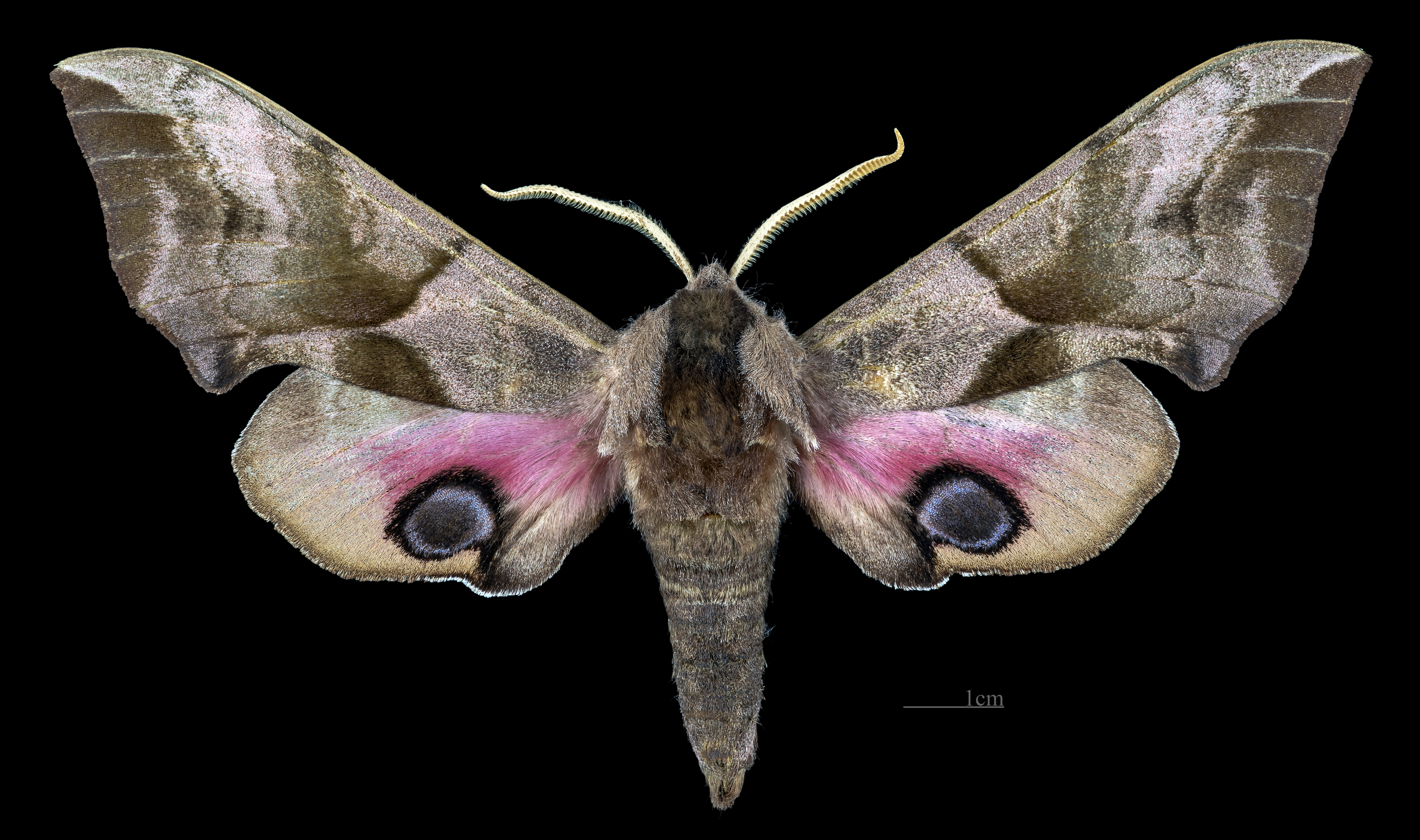
Face dorsale du mâle (coll.MHNT)
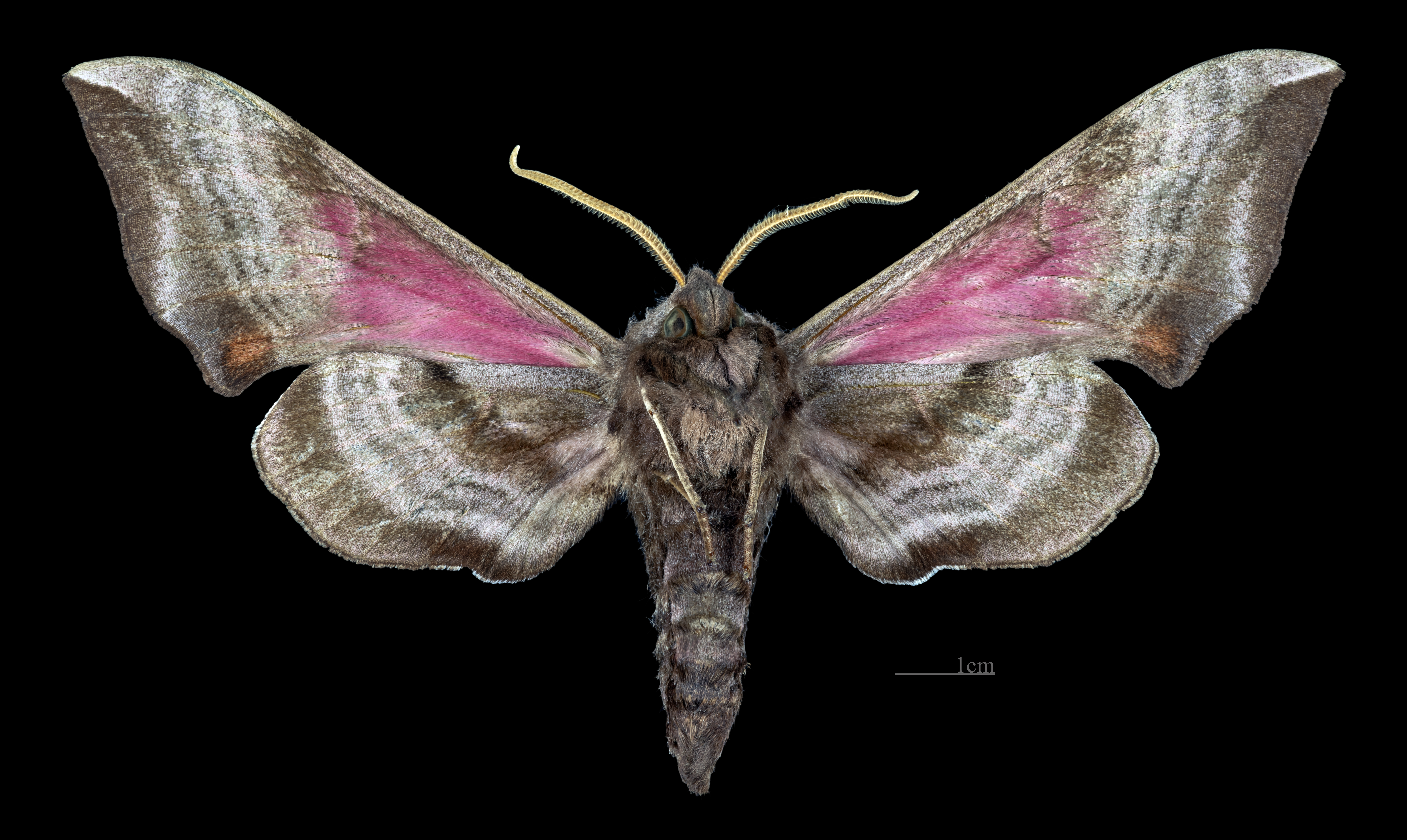
Face ventrale du mâle (coll.MHNT)
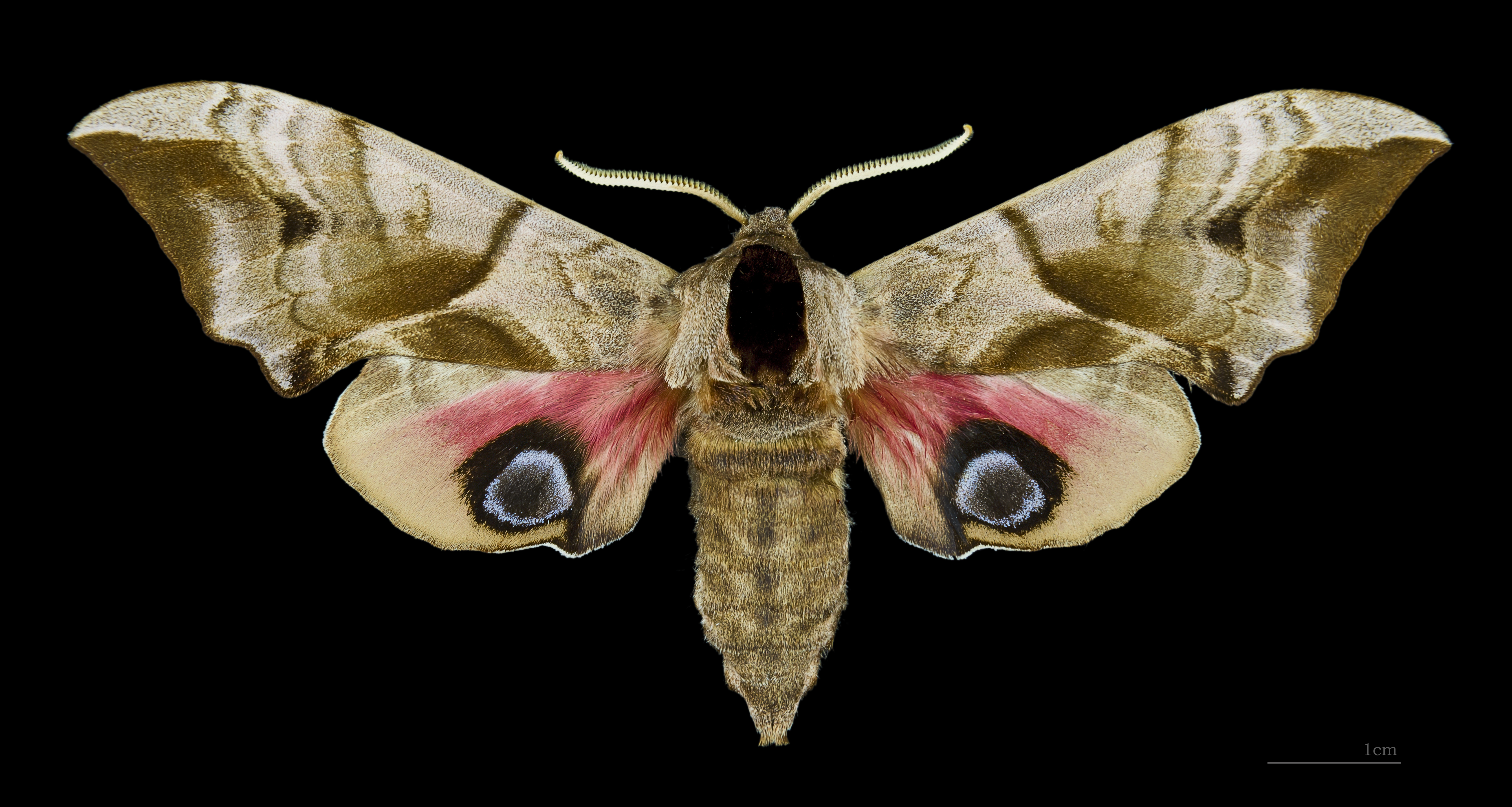
Face dorsale de la femelle (coll.MHNT)
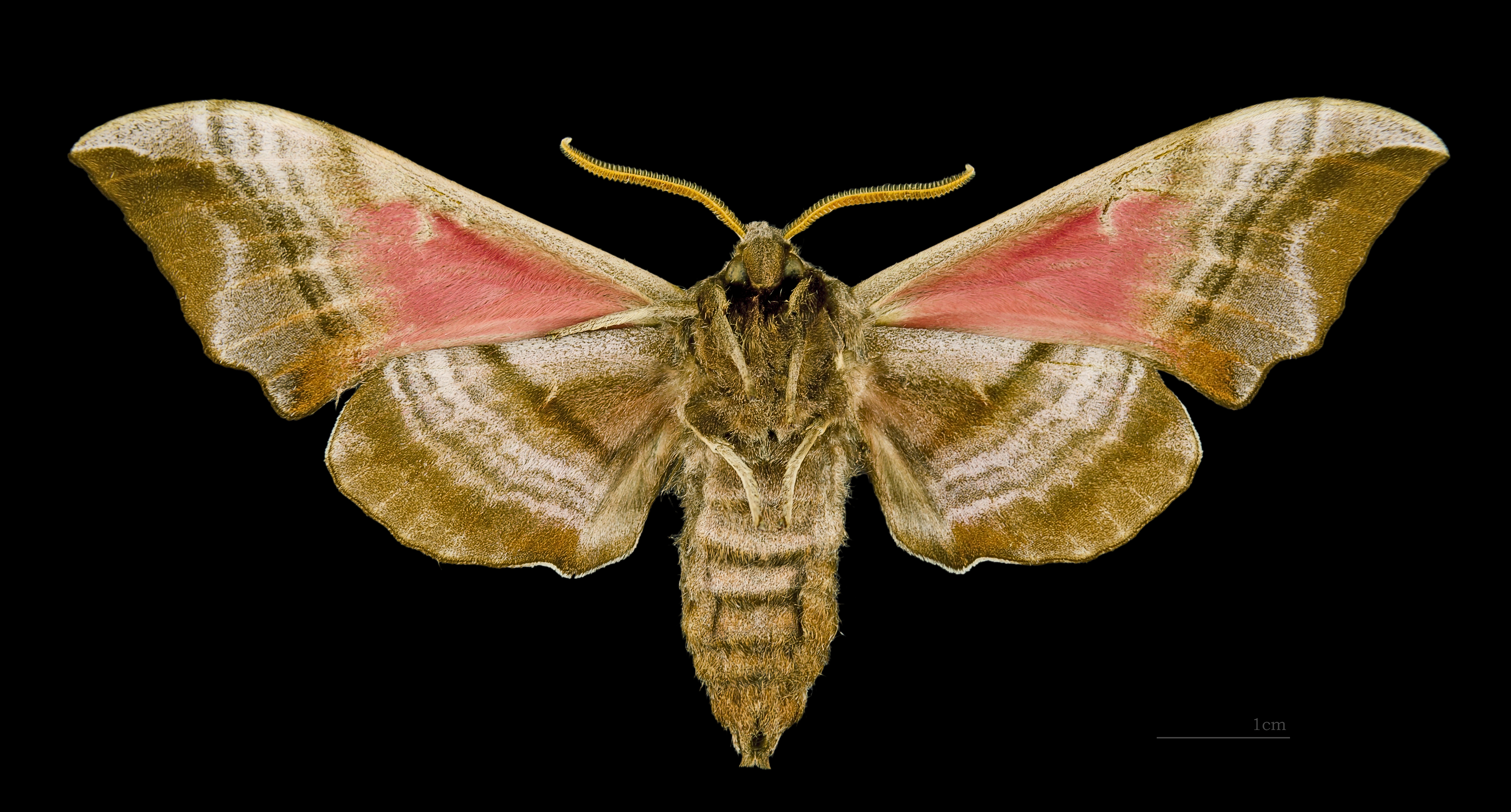
Face ventrale de la femelle (coll.MHNT)
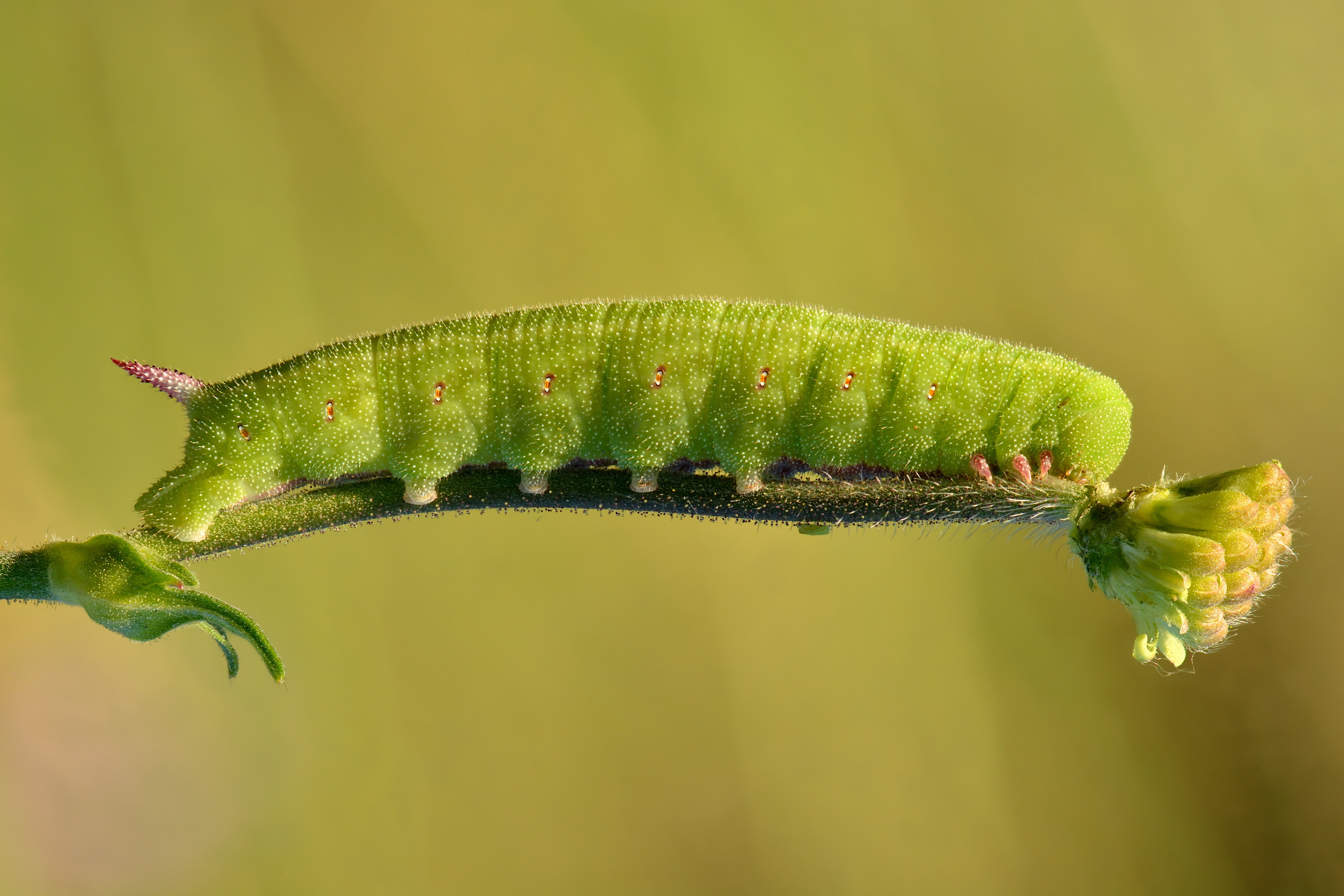
Chenille
- ♂ et ♀ accouplement

## Répartition
Régions paléarctiques.

## Biologie
- Période de vol : d’avril à octobre en deux générations.
- Habitat : lieux humides et vergers.
- Plantes hôtes : Populus, Salix, Betula, etc.
- L'adulte ne se nourrit pas.

## Systématique
- L'espèce Smerinthus ocellatus a été décrite par le naturaliste suédois Carl von Linné en 1758, sous le nom initial de Sphinx ocellata[1].
- La localité type est Upsala en Suède.

### Synonymie
- Smerinthus ocellata Erreur orthographique : cf. International Commission on Zoological Nomenclature.
- Sphinx ocellata Linnaeus, 1758 Protonyme
- Sphinx semipavo Retzius, 1783
- Smerinthus ocellata cinerascens Staudinger, 1879
- Sphinx salicis Hübner, 1796
- Smerinthus atlanticus Austaut, 1890
- Smerinthus atlanticus aestivalis (Austaut, 1890)
- Smerinthus ocellata rosea Bartel, 1900
- Smerinthus ocellata albescens Tutt, 1902
- Smerinthus ocellata caeca Tutt, 1902
- Smerinthus ocellata pallida Tutt, 1902
- Smerinthus ocellata diluta (Closs, 1917)
- Smerinthus ocellata grisea (Closs, 1917)
- Smerinthus ocellata ollivryi Oberthür, 1920
- Smerinthus ocellata flavescens Neumann, 1930
- Smerinthus ocellata kainiti Knop, 1937
- Smerinthus ocellata reducta Schnaider, 1950
- Smerinthus ocellata monochromica Cockayne, 1953
- Smerinthus ocellata biocellata (Lempke, 1959)
- Smerinthus ocellata brunnescens (Lempke, 1959)
- Smerinthus ocellata caerulocellata (Lempke, 1959)
- Smerinthus ocellata deroseata (Lempke, 1959)
- Smerinthus ocellata parvocellata (Lempke, 1959)
- Smerinthus ocellata rufescens (Lempke, 1959)
- Smerinthus ocellata uniformis (Lempke, 1959)
- Smerinthus ocellata viridiocellata (Lempke, 1959)

### Liste des sous-espèces
- Smerinthus ocellatus ocellatus (Linnaeus, 1758)
- Smerinthus ocellatus atlanticus Austaut, 1890 (confiné dans les montagnes de l'Atlas et les basses terres environnantes, du Maroc, Algérie et Tunisie)
- Smerinthus ocellatus protai (Speidel & Kaltenbach, 1981)[2] Corse et Sardaigne

Synonymie pour cette sous-espèce : Smerinthus ocellata atlanticus Austaut, 1890

Smerinthus ocellatus atlanticus est parfois traité comme une espèce à part entière, auquel cas Smerinthus atlanticus protai est classé en tant que sous-espèce de cette espèce, plutôt que Smerinthus ocellatus.

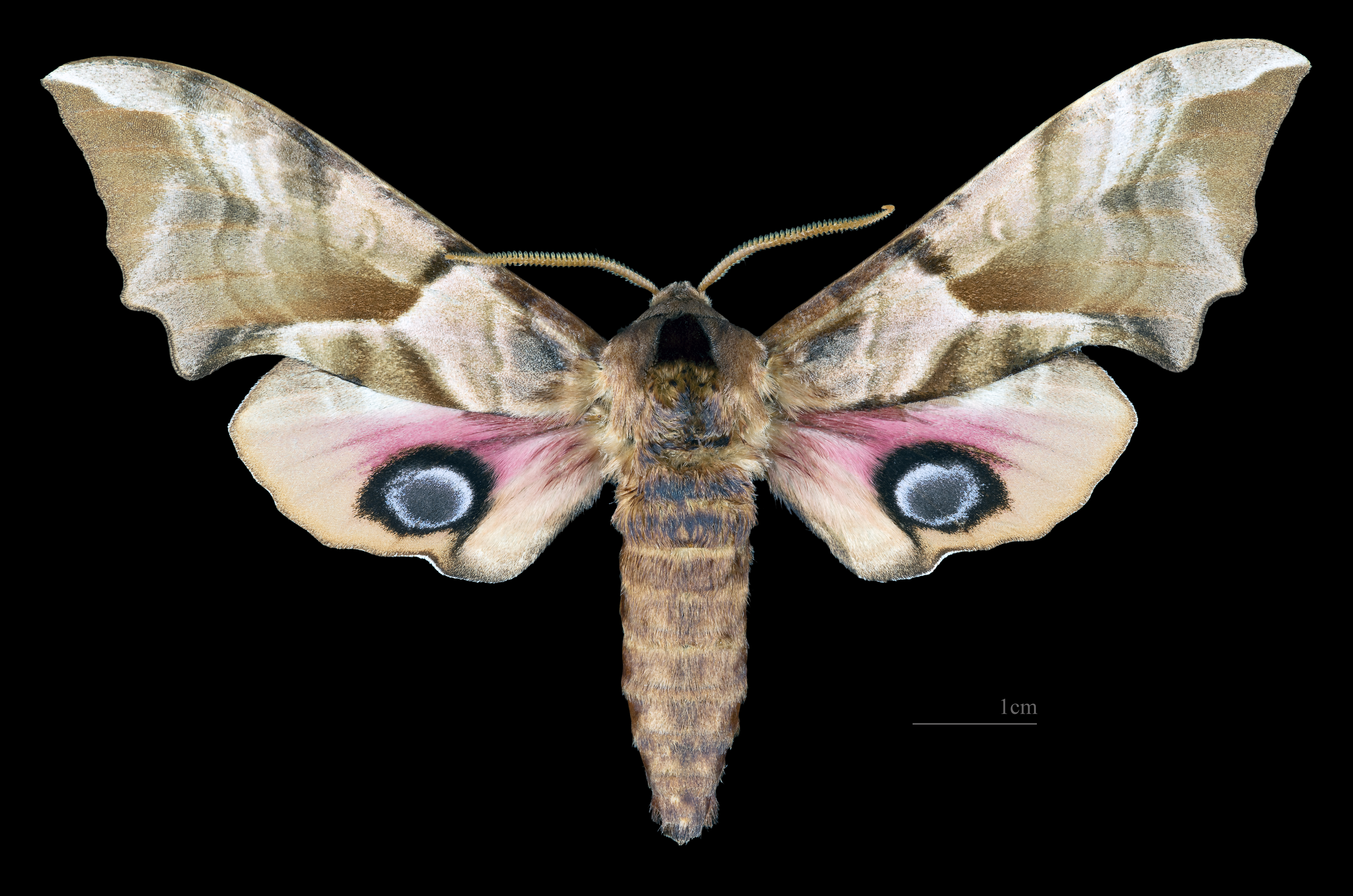
Smerinthus ocellata atlanticus Face dorsale du mâle (coll.MHNT)
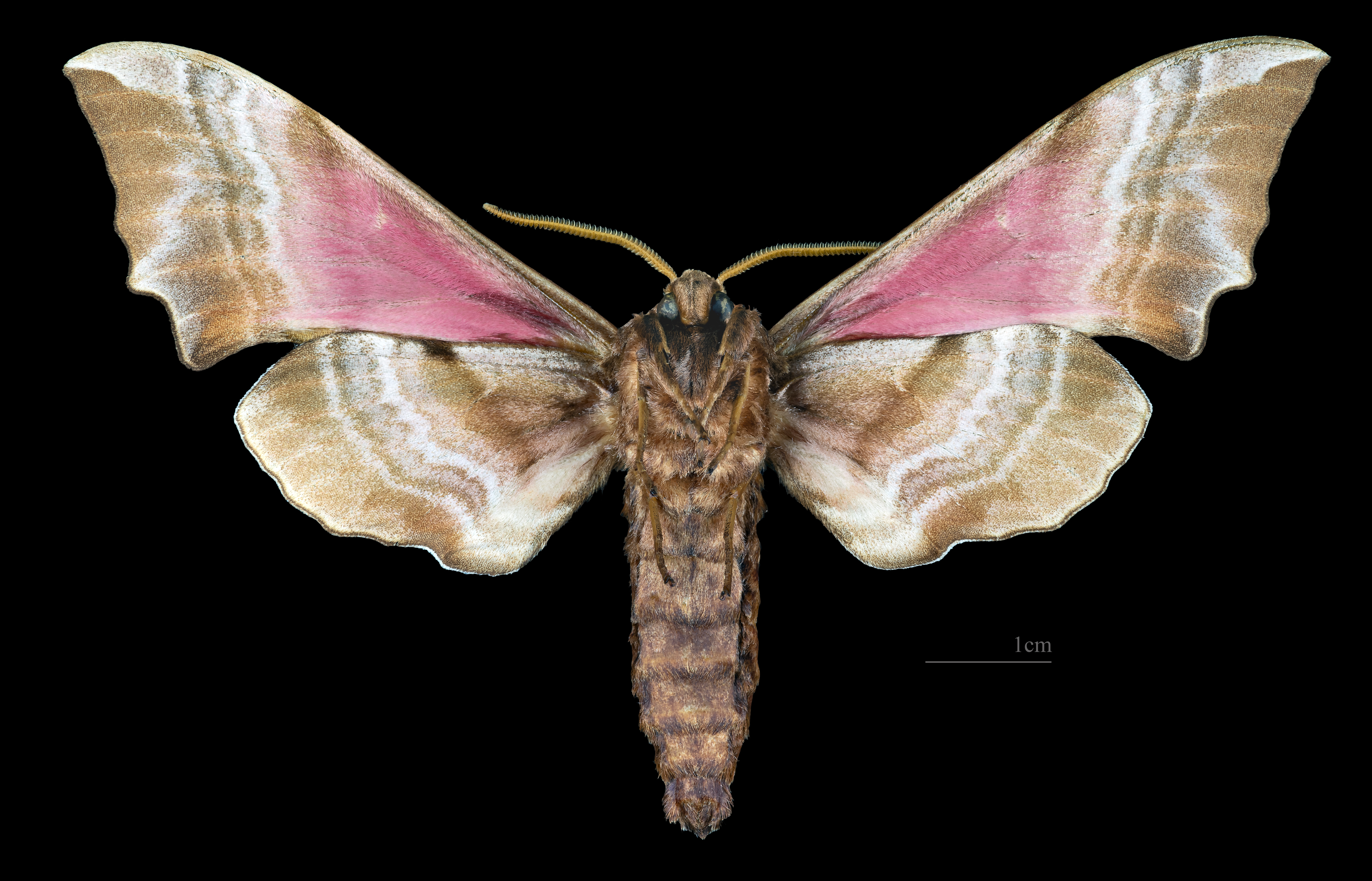
Smerinthus ocellata atlanticus Face ventrale du mâle (coll.MHNT)